# エー・エィチ・シー
株式会社AHC（エー・エィチ・シー）は、群馬県の微生物の研究開発、食品と畜産に関する臨床検査を事業とする企業である。

## 事業
バイオラボ
バイオ製剤の開発と販売製造事業、微生物培養受託
臨床検査事業
食品細菌検査、畜産保健衛生（抗体検査・病性鑑定 他）

## 沿革
- 1977年 - 株式会社アニマル・ヘルス・センターとして創業
- 1990年 - 株式会社エー・エィチ・シーに社名変更
- 2005年 - 株式会社ISTを吸収合併
- 2006年 - 東京支社設置
- 2008年 - 株式会社AHCに社名変更

## 事業所
本社・バイオラボ
群馬県前橋市小相木町343-1
東京支社
東京都港区南青山2-7-5